# Artena
Artena és un municipi de la ciutat metropolitana de Roma Capital de la regió italiana del Laci.

## Història
Antigament va ser una ciutat dels volscs que només es coneix pel relat que en fa Titus Livi.
Diu que els romans la van assetjar i conquerir l'any 404 aC després d'un setge molt llarg. Sembla que tenia una ciutadella molt forta que va resistir molt de temps després de la presa de la ciutat, i només la van poder ocupar per una traïció. Els romans van destruir la ciutat i la ciutadella, i mai més no torna a aparèixer.
El mateix passatge de Titus Livi diu que hi havia un altre poblet amb aquest nom a Etrúria, entre Caere i Veii, que va ser destruït pels reis de Roma.